# Lista över fornlämningar i Gotlands kommun (Visby)
Lista över fornlämningar i Gotlands kommun (Visby) är en förteckning av ett urval av de fornlämningar som finns i Visby i Gotlands kommun.
| Namn                                  | Lämningstyp                      | Tillkomsttid | Historisk indelning | Plats | Läge                 | ID-nr          | Bild                                      |
| ------------------------------------- | -------------------------------- | ------------ | ------------------- | ----- | -------------------- | -------------- | ----------------------------------------- |
| Visby 3:1                             | Stenkrets                        |              | Visby, Gotland      |       | 57.612202, 18.322821 | 10097600030001 | Ladda upp en bild av detta fornminne      |
| Visby 8:1                             | Gravfält                         |              | Visby, Gotland      |       | 57.661090, 18.336284 | 10097600080001 | Ladda upp en till bild av detta fornminne |
| Visby 11:1                            | Stensättning                     |              | Visby, Gotland      |       | 57.673445, 18.367743 | 10097600110001 | Ladda upp en bild av detta fornminne      |
| Visby 11:2                            | Stensättning                     |              | Visby, Gotland      |       | 57.673123, 18.367927 | 10097600110002 | Ladda upp en bild av detta fornminne      |
| Visby 13:1                            | Husgrund, förhistorisk/medeltida |              | Visby, Gotland      |       | 57.661867, 18.371601 | 10097600130001 | Ladda upp en bild av detta fornminne      |
| Visby 15:1                            | Stensättning                     |              | Visby, Gotland      |       | 57.660850, 18.371265 | 10097600150001 | Ladda upp en bild av detta fornminne      |
| Visby 15:2                            | Stensättning                     |              | Visby, Gotland      |       | 57.660775, 18.371245 | 10097600150002 | Ladda upp en bild av detta fornminne      |
| Visby 16:1                            | Stensättning                     |              | Visby, Gotland      |       | 57.660450, 18.374099 | 10097600160001 | Ladda upp en bild av detta fornminne      |
| Visby 18:1                            | Gravfält                         |              | Visby, Gotland      |       | 57.658701, 18.356943 | 10097600180001 | Ladda upp en bild av detta fornminne      |
| Visby 19:1                            | Stenkistgrav                     |              | Visby, Gotland      |       | 57.599257, 18.296569 | 10097600190001 | Ladda upp en till bild av detta fornminne |
| Visby 20:1                            | Stensättning                     |              | Visby, Gotland      |       | 57.600023, 18.291076 | 10097600200001 | Ladda upp en bild av detta fornminne      |
| Visby 21:1                            | Gravfält                         |              | Visby, Gotland      |       | 57.612159, 18.324365 | 10097600210001 | Ladda upp en till bild av detta fornminne |
| Visby 22:1                            | Stensättning                     |              | Visby, Gotland      |       | 57.669062, 18.364711 | 10097600220001 | Ladda upp en bild av detta fornminne      |
| Visby 23:1                            | Stensättning                     |              | Visby, Gotland      |       | 57.668796, 18.365937 | 10097600230001 | Ladda upp en bild av detta fornminne      |
| Visby 25:2                            | Stensättning                     |              | Visby, Gotland      |       | 57.652684, 18.307042 | 10097600250002 | Ladda upp en till bild av detta fornminne |
| Visby 25:3                            | Stensättning                     |              | Visby, Gotland      |       | 57.652549, 18.306919 | 10097600250003 | Ladda upp en till bild av detta fornminne |
| Visby 26:1                            | Fornborg                         |              | Visby, Gotland      |       | 57.684739, 18.347892 | 10097600260001 | Ladda upp en till bild av detta fornminne |
| Visby 27:1                            | Stensättning                     |              | Visby, Gotland      |       | 57.667769, 18.334658 | 10097600270001 | Ladda upp en till bild av detta fornminne |
| Visby 28:1                            | Hällristning                     |              | Visby, Gotland      |       | 57.661356, 18.315473 | 11100000001030 | Ladda upp en till bild av detta fornminne |
| Visby 29:1                            | Stensättning                     |              | Visby, Gotland      |       | 57.666058, 18.337965 | 10097600290001 | Ladda upp en bild av detta fornminne      |
| Visby 29:2                            | Hög                              |              | Visby, Gotland      |       | 57.665746, 18.337652 | 10097600290002 | Ladda upp en bild av detta fornminne      |
| Visby 30:1                            | Gravfält                         |              | Visby, Gotland      |       | 57.675457, 18.334402 | 10097600300001 | Ladda upp en till bild av detta fornminne |
| Visby 30:2                            | Grav- och boplatsområde          |              | Visby, Gotland      |       | 57.674228, 18.334310 | 11000000003078 | Ladda upp en bild av detta fornminne      |
| Visby 34:1                            | Gravfält                         |              | Visby, Gotland      |       | 57.655541, 18.344492 | 10097600340001 | Ladda upp en bild av detta fornminne      |
| S:t Görans ruin (Visby 51:1)          | Kyrka/kapell                     |              | Visby, Gotland      |       | 57.647686, 18.303747 | 10097600510001 | Ladda upp en till bild av detta fornminne |
| S:t Olofs ruin (Visby 52:1)           | Kyrka/kapell                     |              | Visby, Gotland      |       | 57.643009, 18.293760 | 10097600520001 | Ladda upp en till bild av detta fornminne |
| S:t Nicolaus ruin (Visby 53:1)        | Kyrka/kapell                     |              | Visby, Gotland      |       | 57.644073, 18.298415 | 10097600530001 | Ladda upp en till bild av detta fornminne |
| S:ta Gertruds kapellruin (Visby 54:1) | Kyrka/kapell                     |              | Visby, Gotland      |       | 57.643638, 18.298971 | 10097600540001 | Ladda upp en till bild av detta fornminne |
| Helgeands ruin (Visby 55:1)           | Kyrka/kapell                     |              | Visby, Gotland      |       | 57.643039, 18.298164 | 10097600550001 | Ladda upp en till bild av detta fornminne |
| S:t Klemens ruin (Visby 56:1)         | Kyrka/kapell                     |              | Visby, Gotland      |       | 57.643107, 18.296431 | 10097600560001 | Ladda upp en till bild av detta fornminne |
| S:t Katarina ruin (Visby 57:1)        | Kyrka/kapell                     |              | Visby, Gotland      |       | 57.640315, 18.295892 | 10097600570001 | Ladda upp en till bild av detta fornminne |
| S:t Drotten ruin (Visby 58:1)         | Kyrka/kapell                     |              | Visby, Gotland      |       | 57.641674, 18.295499 | 10097600580001 | Ladda upp en till bild av detta fornminne |
| S:t Lars ruin (Visby 59:1)            | Kyrka/kapell                     |              | Visby, Gotland      |       | 57.641320, 18.295409 | 10097600590001 | Ladda upp en till bild av detta fornminne |
| S:t Hans ruin (Visby 60:1)            | Kyrka/kapell                     |              | Visby, Gotland      |       | 57.638053, 18.292580 | 10097600600001 | Ladda upp en till bild av detta fornminne |
| S:t Pers ruin (Visby 60:2)            | Kyrka/kapell                     |              | Visby, Gotland      |       | 57.637864, 18.292534 | 10097600600002 | Ladda upp en till bild av detta fornminne |
| Visby 63:1                            | Minnesmärke                      |              | Visby, Gotland      |       | 57.638002, 18.289222 | 10097600630001 | Ladda upp en till bild av detta fornminne |
| Visborgs slott (Visby 65:1)           | Slott/herresäte                  |              | Visby, Gotland      |       | 57.635433, 18.286110 | 10097600650001 | Ladda upp en till bild av detta fornminne |
| Visby 66:1                            | Minnemärke                       |              | Visby, Gotland      |       | koordinater saknas   | 10097600660001 | Ladda upp en till bild av detta fornminne |
| Valdemarskorset (Visby 70:1)          | Minnesmärke                      |              | Visby, Gotland      |       | 57.633843, 18.299275 | 10097600700001 | Ladda upp en till bild av detta fornminne |
| Korsbetningen (Visby 70:2)            | Grav övrig                       |              | Visby, Gotland      |       | 57.633897, 18.299353 | 10097600700002 | Ladda upp en till bild av detta fornminne |
| Solberga kloster (Visby 71:1)         | Kloster                          |              | Visby, Gotland      |       | 57.633374, 18.298837 | 10097600710001 | Ladda upp en till bild av detta fornminne |
| Galgberget (Visby 72:1)               | Avrättningsplats                 |              | Visby, Gotland      |       | 57.650386, 18.307428 | 10097600720001 | Ladda upp en till bild av detta fornminne |
| Visby 89:2                            | Stensättning                     |              | Visby, Gotland      |       | 57.666905, 18.339201 | 10097600890002 | Ladda upp en bild av detta fornminne      |
| Visby 89:3                            | Stensättning                     |              | Visby, Gotland      |       | 57.666851, 18.339091 | 10097600890003 | Ladda upp en bild av detta fornminne      |
| Visby 89:4                            | Stensättning                     |              | Visby, Gotland      |       | 57.666789, 18.338981 | 10097600890004 | Ladda upp en bild av detta fornminne      |
| Visby 90:1                            | Hög                              |              | Visby, Gotland      |       | 57.663810, 18.322473 | 10097600900001 | Ladda upp en bild av detta fornminne      |
| Visby 90:2                            | Stensättning                     |              | Visby, Gotland      |       | 57.663702, 18.322389 | 10097600900002 | Ladda upp en bild av detta fornminne      |
| Visby 90:3                            | Gravfält                         |              | Visby, Gotland      |       | 57.664001, 18.322921 | 10097600900003 | Ladda upp en bild av detta fornminne      |
| Visby 91:1                            | Hög                              |              | Visby, Gotland      |       | 57.664383, 18.323333 | 10097600910001 | Ladda upp en till bild av detta fornminne |
| Visby 91:2                            | Stensättning                     |              | Visby, Gotland      |       | 57.664439, 18.322952 | 10097600910002 | Ladda upp en till bild av detta fornminne |
| Visby ringmur (Visby 105:1)           | Stadsvall/stadsmur               |              | Visby, Gotland      |       | 57.641182, 18.291673 | 10097601050001 | Ladda upp en till bild av detta fornminne |
| Visby 108:1                           | Gravfält                         |              | Visby, Gotland      |       | 57.617032, 18.320212 | 10097601080001 | Ladda upp en bild av detta fornminne      |
| Visby 111:1                           | Stensättning                     |              | Visby, Gotland      |       | 57.611280, 18.292074 | 10097601110001 | Ladda upp en bild av detta fornminne      |
| Visby 111:2                           | Stensättning                     |              | Visby, Gotland      |       | 57.611313, 18.291883 | 10097601110002 | Ladda upp en bild av detta fornminne      |
| Visby 119:1                           | Stensättning                     |              | Visby, Gotland      |       | 57.610238, 18.319761 | 10097601190001 | Ladda upp en bild av detta fornminne      |
| Visby 119:2                           | Stensättning                     |              | Visby, Gotland      |       | 57.610115, 18.319523 | 10097601190002 | Ladda upp en bild av detta fornminne      |
| Visby 119:4                           | Stensättning                     |              | Visby, Gotland      |       | 57.610120, 18.319861 | 10097601190004 | Ladda upp en bild av detta fornminne      |
| Visby 120:1                           | Röse                             |              | Visby, Gotland      |       | 57.611722, 18.323202 | 10097601200001 | Ladda upp en bild av detta fornminne      |
| Visby 120:2                           | Stensättning                     |              | Visby, Gotland      |       | 57.611533, 18.323220 | 10097601200002 | Ladda upp en bild av detta fornminne      |
| Visby 120:3                           | Stensättning                     |              | Visby, Gotland      |       | 57.611420, 18.323041 | 10097601200003 | Ladda upp en bild av detta fornminne      |
| Visby 121:1                           | Stensättning                     |              | Visby, Gotland      |       | 57.605776, 18.310946 | 10097601210001 | Ladda upp en bild av detta fornminne      |
| Visby 188                             | Stridsvärn                       |              | Visby, Gotland      |       | 57.384969, 18.174451 | 12000000068349 | Ladda upp en till bild av detta fornminne |
| Visby 190                             | Stridsvärn                       |              | Visby, Gotland      |       | 57.382987, 18.172293 | 12000000068351 | Ladda upp en till bild av detta fornminne |